# ガーリックバター
ガーリックバター（英語: Garlic butter）はニンニクを練り込んだコンパウンドバターである。ブルゴーニュ風バター（フランス語: beurre à la bourguignonne）と呼ばれることもある。日本ではガリバタとも略される。
有名な使用法として、「エスカルゴのブルゴーニュ風」を作成する際に香りづけとしてガーリックバターを用いたエスカルゴバターソースがある。ガーリックバターは常温でニンニクを練り込んで作られ、実際に使用する際には冷蔵して温度を下げてから使用する。

## ディップ
アメリカ合衆国においては、ガーリックバターは小さなカップに入れてロブスターのようなシーフード、ピザ、グリッシーニなどのディップとして供されることがある。貯蔵期間を伸ばしたい場合には、通常のバターではなく澄ましバターや香りづけされた油を使用する。